# علم الإدارة
علم الإدارة هو أحد العلوم الإنسانية الحديثة، وقد اهتم بالطريقة المثلى للقيام بالأعمال في المؤسسات. ويمكن تعريفه بأنها: مجموعة القواعد والمبادئ العلمية التي تهتم بالاستخدام الأنسب للموارد من قِبَل المؤسسات لتحقيق هدف المؤسسة بأقل وقت وجهد وكلفة ممكنة.
وقد برع في هذا المجال العديد من العلماء أبرزهم: فريدريك تايلور،هنري فايول، آدم سميث.
وقد تفرعت اهتمامات هؤلاء العلماء في عدة نواحي فيما يختص بهذا الأمر حتى وصلت لعدد من المناهج الإدارية ركز فيها كل واحد منهم وكثيرون غيرهم على نقاط عدة، يمكن التعرف عليها بمجرد التعرف على المناهج الإدارية. الإدارة هي علم وفن وهي متجدده وليست قوالب ثابته كما أنها تقوم على العنصر البشري. ويمكن القول بأن الإدارة :- هي فن إنجاز الأعمال من خلال الآخرين (مشرفين ومراوسين )الذين يعملون من خلالك.

## المناهج الإدارية

### المنهج الكلاسيكي
وهو المنهج الذي ظهر في نهاية القرن التاسع عشر وبداية القرن العشرين، وقد ظهر هذا المنهج في أوروبا وأمريكا. ويتكون هذا المنهج من عدة نظريات إدارية منها : نظرية الإدارة العلمية لرائد المنهج الكلاسيكي الأمريكي فريدريك تايلور، ونظرية المبادئ الإدارية لواضعها الفرنسي هنري فايول، ونظرية البيروقراطية للألماني ماكس فايبر. ويعد هذا المنهج من أكثر المناهج الإدراية صرامة وتجاهلاً للموارد البشرية في التعامل معها باعتبارها نفساً إنسانية.

### المنهج السلوكي
المنهج السلوكي هو المنهج النقيض للكلاسيكي وأفكاره، حيث جاء كردة فعل على افتراضات المنهج الكلاسيكي الذي ركز بدوره على الحافز الاقتصادي. فالمناهج السلوكية التي ظهرت نتيجة لتجارب هوثورن في مصانع وسترن إلكتريك الأمريكية اهتمت بالعنصر البشري وبخلق علاقات إنسانية بوصفها الأهم والأكثر تأثيراً على العمل. ومن أبرز رواد هذا المنهج إلتون مايو.

### المناهج الحديثة
أسهم التقدم والإداري الذي حصل في العالم بعد الحرب العالمية الثانية في ظهور هذه المجموعة من المبادئ بعد الحرب العالمية الثانية، أبرزها:
- الإدارة الموقفية: وهو من أكثر المبادئ الإدارية مرونة حيث يقر علماؤه أنه لا توجد نظرية واحدة ثابتة للإدراة يمكن تطبيقها في كل المؤسسات وفي جميع الظروف.
- الإدارة بالأهداف: هو المبدأ الذي يركز على كيفية تحقيق المؤسسة لأهدافها، ويعتمد هذا الأسلوب على المشاركة الديمقراطية وحس العلاقات بين المديرين والمنفذين. ويبدأ بتحديد الأهداف والوسائل التي تساعد في تحقيقها.
- الإدارة اليابانية Z: هي النظرية التي طرحها العالم الياباني وليم أوشي، وقد استوحى أوشي هذا المبدأ من المجتمع الياباني وثقافته، حيث اعتمد على التركيز على ضمان الوظيفة للفرد ما يوفر له الأمن الوظيفي ويعطيه حفزاً معنوياً لإتقان العمل. كما ركّز على وجود مدير واحد يتولى إعطاء الأوامر، كما تميز هذا المبدأ بما يسمى بحلقات الجودةوالتي يتم فيها مشاركة جميع الموظفين في حل المشكلات وتقديم المقترحات التي تساعد المؤسسة. وقد أثبتت المدرسة اليابانية في الإدارة أنها أكثر نجاحاً من النظريات الإدارية التي تم اتباعها في الولايات المتحدة الأمريكية حيث تمتعت الشركات اليابانية المُطبّقة لهذا المبدأ بإنتاجية أكبر من الشركات والمؤسسات في أمريكا.